# Temporada 1946-47 de los Pittsburgh Ironmen
La Temporada 1946-47 fue la primera y única temporada de los Pittsburgh Ironmen en la BAA. La temporada regular acabó con 15 victorias y 45 derrotas, el peor balance de los once equipos que conformaban la liga, ocupando el quinto y último puesto de la División Oeste, no logrando clasificarse para los playoffs.

## Temporada regular
| # | División Este       | División Este | División Este | División Este | División Este |
| # | Equipo              | G             | P             | %             | PD            |
| - | ------------------- | ------------- | ------------- | ------------- | ------------- |
| 1 | x-Chicago Stags     | 39            | 22            | .639          | –             |
| 2 | x-St. Louis Bombers | 38            | 23            | .623          | 1             |
| 3 | x-Cleveland Rebels  | 30            | 30            | .500          | 8.5           |
| 4 | Detroit Falcons     | 20            | 40            | .333          | 18.5          |
| 5 | Pittsburgh Ironmen  | 15            | 45            | .250          | 23.5          |

## Estadísticas
| Rk | Jugador         | Edad | P  | PT | MP | TC  | TCI  | %TC  | 3P | 3PI | %3P | TL  | TLI | %TL   | RO | RD | RT | AS  | RB | TAP | BP | FP  | PTS  |
| 1  | Coulby Gunther  | 23   | 52 |    |    | 4.9 | 14.5 | .336 |    |     |     | 4.3 | 6.8 | .644  |    |    |    | 0.6 |    |     |    | 2.3 | 14.1 |
| 2  | John Abramovic  | 27   | 47 |    |    | 4.3 | 17.7 | .242 |    |     |     | 2.6 | 3.8 | .691  |    |    |    | 0.7 |    |     |    | 3.4 | 11.2 |
| 3  | Stan Noszka     | 26   | 58 |    |    | 3.4 | 11.9 | .287 |    |     |     | 1.9 | 2.7 | .694  |    |    |    | 0.7 |    |     |    | 2.8 | 8.7  |
| 4  | Tony Kappen     | 27   | 41 |    |    | 2.5 | 10.9 | .231 |    |     |     | 2.5 | 3.0 | .846  |    |    |    | 0.5 |    |     |    | 1.5 | 7.6  |
| 5  | Harry Zeller    | 27   | 48 |    |    | 2.5 | 8.0  | .314 |    |     |     | 2.5 | 3.7 | .689  |    |    |    | 0.6 |    |     |    | 3.7 | 7.5  |
| 6  | Moe Becker      | 29   | 17 |    |    | 2.7 | 13.5 | .201 |    |     |     | 0.9 | 1.8 | .533  |    |    |    | 0.8 |    |     |    | 2.9 | 6.4  |
| 7  | Ed Melvin       | 30   | 57 |    |    | 1.7 | 6.6  | .263 |    |     |     | 1.5 | 2.2 | .654  |    |    |    | 0.6 |    |     |    | 2.6 | 4.9  |
| 8  | Press Maravich  | 26   | 51 |    |    | 2.0 | 7.4  | .272 |    |     |     | 0.6 | 1.1 | .517  |    |    |    | 0.1 |    |     |    | 2.0 | 4.6  |
| 9  | Noble Jorgensen | 21   | 15 |    |    | 1.7 | 7.5  | .223 |    |     |     | 1.1 | 1.7 | .640  |    |    |    | 0.3 |    |     |    | 2.7 | 4.4  |
| 10 | John Mills      | 27   | 47 |    |    | 1.2 | 4.0  | .294 |    |     |     | 1.5 | 2.7 | .550  |    |    |    | 0.2 |    |     |    | 2.0 | 3.9  |
| 11 | Michael Bytzura | 24   | 60 |    |    | 1.5 | 5.9  | .244 |    |     |     | 0.6 | 1.2 | .500  |    |    |    | 0.5 |    |     |    | 1.8 | 3.5  |
| 12 | Nat Frankel     | 33   | 6  |    |    | 0.7 | 4.5  | .148 |    |     |     | 1.3 | 2.0 | .667  |    |    |    | 0.5 |    |     |    | 1.0 | 2.7  |
| 13 | Joe Fabel       | 33   | 30 |    |    | 0.8 | 3.2  | .260 |    |     |     | 0.4 | 0.9 | .500  |    |    |    | 0.1 |    |     |    | 2.1 | 2.1  |
| 14 | Walt Miller     | 31   | 12 |    |    | 0.6 | 1.8  | .333 |    |     |     | 0.8 | 1.5 | .500  |    |    |    | 0.5 |    |     |    | 1.3 | 1.9  |
| 15 | Roger Jorgensen | 26   | 28 |    |    | 0.5 | 1.9  | .259 |    |     |     | 0.5 | 0.7 | .684  |    |    |    | 0.0 |    |     |    | 1.3 | 1.5  |
| 16 | Red Mihalik     | 30   | 7  |    |    | 0.4 | 1.3  | .333 |    |     |     | 0.0 | 0.0 |       |    |    |    | 0.0 |    |     |    | 1.4 | 0.9  |
| 17 | Gorham Getchell | 26   | 16 |    |    | 0.0 | 0.5  | .000 |    |     |     | 0.3 | 0.3 | 1.000 |    |    |    | 0.0 |    |     |    | 0.3 | 0.3  |